# اوا ماتس
اوا ماتس (انگلیسی: Eva Mattes؛ زادهٔ ۱۴ دسامبر ۱۹۵۴) یک بازیگر سینما اهل آلمان است.
از فیلم‌ها یا برنامه‌های تلویزیونی که وی در آنها نقش داشته‌است می‌توان به دشمن پشت دروازه‌ها، دیوید، تعهد، افی بریست، اشتروشک، بهترین دوست من، او.کی.، ویتسک و تب اشاره کرد.